# Ворліни
Ворліни (пол. Worliny, нім. Worleinen) — село в Польщі, у гміні Лукта Острудського повіту Вармінсько-Мазурського воєводства.
Населення — 155 осіб (2011).

## Демографія
Демографічна структура станом на 31 березня 2011 року:
|          | Загалом | Допрацездатний вік | Працездатний вік | Постпрацездатний вік |
| -------- | ------- | ------------------ | ---------------- | -------------------- |
| Чоловіки | 83      | 17                 | 64               | 2                    |
| Жінки    | 72      | 9                  | 53               | 10                   |
| Разом    | 155     | 26                 | 117              | 12                   |